# Nadia Krezyman
Nadia Krezyman (* 22. Juni 2004 in Potasze) ist eine polnische Fußballspielerin und seit 2023 auch A-Nationalspielerin.

## Karriere

### Vereine
Krezyman, 20 Kilometer nordöstlich von Posen entfernt geboren, begann für den in Owińska ansässigen Sportverein Błękitni Owińska („Die Blauen“ genannt) mit dem Fußballspielen. Nach Łódź gelangt, spielte sie von 2017 bis 2019 für den UKS SMS Łodz, (Uczniowski Klub Sportowy Szkoła Mistrzostwa Sportowego w Łodzi) dem Schüler-Sportverein der Schule für Sportförderung in Łódź.
Im Alter von 15 Jahren rückte sie in die dritte Mannschaft auf, für die sie von 2019 bis 2022 – beginnend in der Gruppe 1 der drittklassigen II Kobiet Liga, anschließend zwei Spielzeiten in der Gruppe West – fünf Punktspiele bestritt und neun Tore erzielte.
Bereits im Alter von 16 Jahren kam sie auch für die erste Mannschaft des Vereins in 16 Punktspielen das erste Mal in der Kobiety Ekstraliga zum Einsatz. Ihr Debüt im Seniorinnenbereich gab sie zum Saisonstart am 8. August 2020 beim 2:0-Sieg im Heimspiel gegen den AZS UJ Kraków; ihr erstes von drei Toren in ihrer Premierensaison erzielte sie am 3. Oktober 2020 (8. Spieltag) beim 4:0-Sieg im Auswärtsspiel gegen den Spielklassenneuling APLG Gdańsk mit dem Treffer zum Endstand in der 90. Minute. Ihre Premierensaison wurde auf Platz 2 hinter Czarni Sosnowiec abgeschlossen. Bis zum Saisonende 2023/24 bestritt sie weitere 51 Punktspiele, in denen ihr zwölf Tore gelangen – 20 (4), 10 (2), 21 (6).
Mit ihrer Verpflichtung am 10. Juli 2024, ist sie seit der Saison 2024/25 für den französischen Verein FCO Dijon aktiv. Bei ihrer Premiere in der Première Ligue wurde sie im Zeitraum 21. September 2024 – 15. März 2025 in 16 Punktspielen berücksichtigt, in denen ihr drei Tore gelangen.

### Nationalmannschaft
Nachdem Krezyman für die Nachwuchsnationalmannschaften des PZPN der Altersklassen U15 bis U23 in sieben Jahren insgesamt 30 Länderspiele bestritten und sieben Tore erzielt hatte, debütierte sie am 5. Dezember 2023 in der A-Nationalmannschaft, die das letzte Spiel der Gruppe B3 bei der Wettbewerbspremiere der Nations-League mit 2:0 gegen die Nationalmannschaft Griechenlands in Sosnowiec gewann; sie wurde in der 82. Minute für Ewelina Kamczyk eingewechselt. Es folgten zwei in Freundschaft ausgetragene Länderspiele gegen die Schweizer Nationalmannschaft, die am 23. und 27. Februar 2024 in Marbella 1:4 und 1:0 endeten.
Des Weiteren wirkte sie im letzten Spiel der EM-Qualifikationsgruppe A4 bei der 0:1-Niederlage gegen die Nationalmannschaft Islands am 16. Juli 2024 in Sosnowiec mit, wie im Rückspiel der ersten Ausschlussrunde beim 4:1-Sieg über die Nationalmannschaft Rumäniens, in dem ihr mit dem Treffer zum 4:0 in der 85. Minute ihr erstes A-Länderspieltor glückte. Im Rückspiel der zweiten Ausschlussrunde, beim 1:0-Sieg über die Nationalmannschaft Österreichs am 3. Dezember 2024 in Wien wurde sie ebenfalls eingesetzt. Mit dem 1:0-Sieg im Hinspiel am 29. November 2024 in Danzig gelang damit die erste Teilnahme an einem größeren internationalen Turnier. Dem Kader für die Europameisterschaft 2025 zugehörig, kam sie in den ersten beiden Spielen der Gruppe C zum Einsatz; schied jedoch als Gruppendritter aus dem Turnier aus.

## Erfolge
Nationalmannschaft
- Teilnahme an der Europameisterschaft 2025

UKS SMS Łódź
- Polnische Meisterin: 2021/22
- Polnische Pokalsiegerin: 2022/23